# Longás
Longás (aragónul Longars) település Spanyolországban,  Zaragoza tartományban. Longás Bagüés, Canal de Berdún, Bailo, Las Peñas de Riglos, Biel, Luesia, Lobera de Onsella és Los Pintanos községekkel határos. Lakosainak száma 45 fő (2024).

## Népesség
A település népessége az utóbbi években az alábbiak szerint változott:
| Lakosok száma | 53   | 53   | 43   | 39   | 34   | 35   | 32   | 31   | 42   | 45   |
|               | 2001 | 2004 | 2007 | 2009 | 2012 | 2014 | 2017 | 2019 | 2022 | 2024 |